# Onthophagus sellatus
Onthophagus sellatus là một loài bọ cánh cứng trong họ Bọ hung (Scarabaeidae).